# Hökmossen

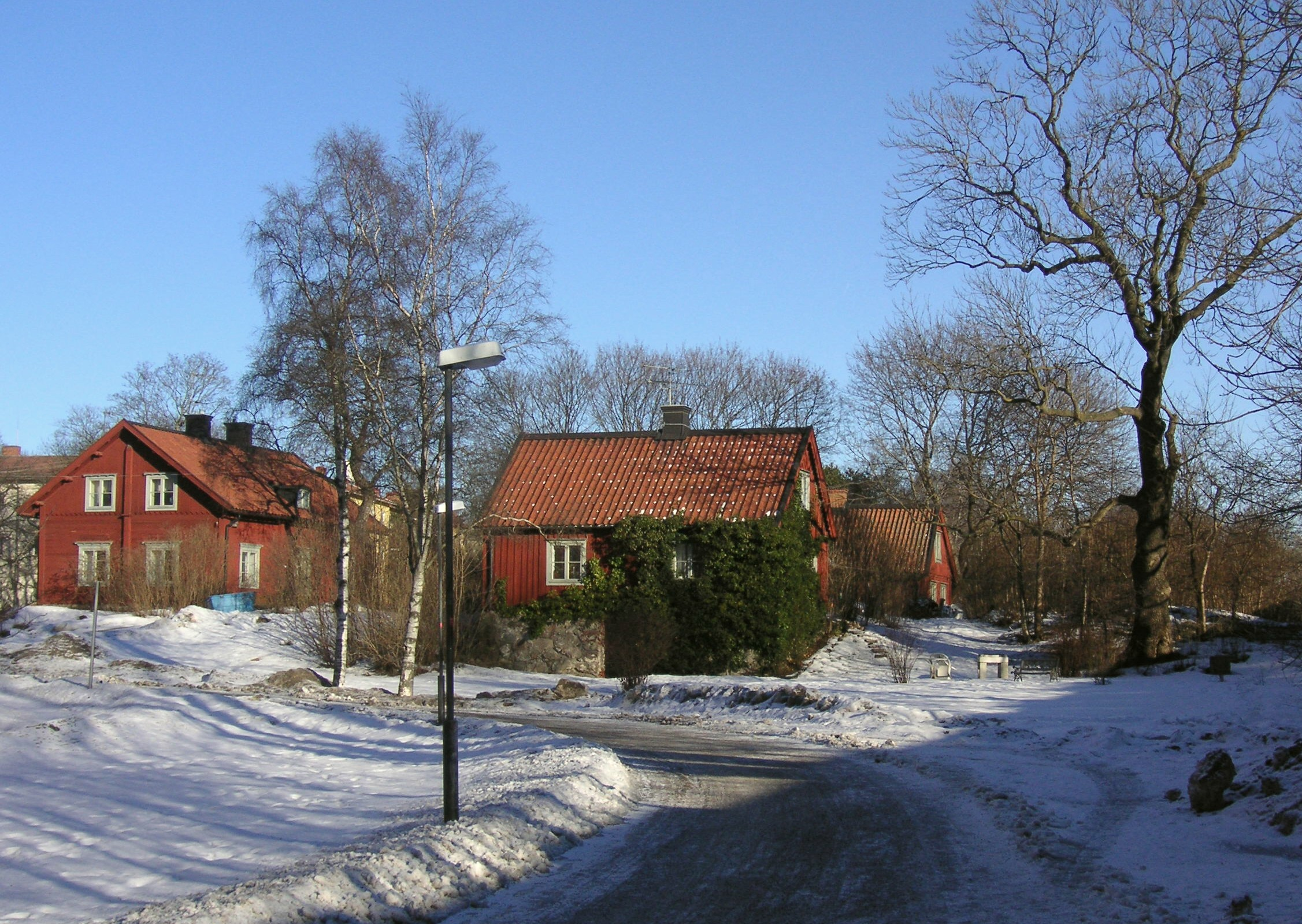
Hökmossens gård.

Hökmossen är ett basområde inom Söderort, Stockholms kommun.
Området utgör ingen egen stadsdel utan är den del av stadsdelen Västberga. Landarealen är 16 hektar och befolkningen utgjordes 2005 av 1 368 personer. Hökmossens historia går långt tillbaka, och här är Hökmossens gård belägen, som lydde under Västberga gård. Första gången krontorpet Hökmossen omtalas skriftligt är i en akt från Krigsarkivet från år 1748, där det kallas Hökmåsen. Namnet härrör från en norr om gården belägen, numera försvunnen mosse.
Till Hökmossen hörde backstugan Mickelsberg, som gav Mickelsbergsvägen dess namn. Enligt traditionen var det en man från Livland vid namn Mickel som innehade detta numera försvunna boställe, som "låg tätt intill en bergvägg".